# 城厢镇 (冕宁县)
城厢镇，是中华人民共和国四川省凉山彝族自治州冕宁县曾经下辖的一个镇。2019年12月，撤销城厢镇，所属行政区域划归高阳街道管辖。

## 行政区划
城厢镇撤銷前下辖以下地区：
群裕社区、长征社区、南西社区、青石桥社区、三分屯村、大垭口村、河东村、枧槽村、石长屯村、加姑尔村、茶药村和杀叶马村。